# Delphine LaLaurie
Marie Delphine LaLaurie (New Orleans, 19 marzo 1787 – Parigi, 7 dicembre 1849) è stata una serial killer statunitense.
È divenuta famosa per le numerose torture e gli omicidi dei suoi schiavi. Ella possedeva all’interno di casa sua una sala dove vi erano nascoste tutte le sue vittime, spesso e quasi sempre solo nere. Madame LaLaurie aveva una strana ossessione verso coloro che avevano un colore della pelle diverso dal suo, provava piacere e calma durante le sue orribili torture di sangue.
Nata a New Orleans, LaLaurie si è sposata tre volte nel corso della sua vita. Ha occupato un'alta posizione nei circoli sociali di New Orleans fino al 10 aprile 1834, quando per spegnere un incendio scoppiato nella sua residenza a Royal Street furono scoperti nella casa degli schiavi con evidenti segni di tortura. La dimora della LaLaurie venne saccheggiata da una folla di cittadini indignati. In seguito fuggì a Parigi, dove poi si spense.
Attualmente la dimora di Royal Street dove visse la LaLaurie è ancora in piedi ed è un importante punto di riferimento di New Orleans.

## Biografia
Delphine Maccarty nacque il 19 marzo 1787, prima di cinque figli. Suo padre era Barthelmy Louis Maccarty jr, il cui padre Barthelmy Maccarty sr. aveva portato la famiglia a New Orleans dalla nativa Irlanda intorno al 1730. Sua madre era Marie Jeanne Lovable, conosciuta anche come "la vedova Lecomte", che sposò Barthelmy Louis Maccarty in seconde nozze. Entrambi erano membri di spicco della comunità creola di New Orleans. Il cugino di Delphine, Augustin de Macarty, fu sindaco di New Orleans dal 1815 al 1820.
Delphine aveva solo quattro anni quando scoppiò la Rivoluzione haitiana nel 1791, cosa che portò gli schiavisti negli Stati Uniti del Sud e nei Caraibi ad essere in pericolo per via della ribellione degli schiavi; anche lo zio di Delphine venne ucciso in questo periodo dai suoi schiavi. Forse furono questi fatti a indurre Delphine a provare un odio profondo per gli schiavi e le persone nere in generale.
L'11 giugno 1800, all'età di 13 anni, Delphine Maccarty dovette sposare Don Ramon de Lopez y Angullo, un Caballero de la Royal de Carlos (un alto ufficiale spagnolo), nella Cattedrale di San Luigi di New Orleans. L'11 gennaio 1805, Ramon, mentre si trovava su una nave diretta in Spagna per commerciare, colpì un banco di sabbia al largo delle coste dell'Avana, annegando e lasciando vedova la giovane Delphine, incinta, che aspettava il suo ritorno.
Nel giugno 1808, Delphine sposò Jean Blanque, un importante banchiere, mercante, avvocato e legislatore. All'epoca del matrimonio, Blanque acquistò una casa al numero 409 di Royal Street a New Orleans per la famiglia, che divenne nota in seguito come Villa Blanque. Delphine ebbe quattro figli da Blanque: Marie Louise Pauline, Louise Marie Laure, Marie Louise Jeanne e Jeanne Pierre Paulin Blanque.
Il 25 giugno 1825, Delphine si sposò per la terza volta con il medico Leonard Louis Nicolas LaLaurie, di sedici anni più giovane. Nel 1832 fece costruire un sontuoso palazzo neoclassico di tre piani sulla Royal Street, completo di alloggi per gli schiavi, dove visse con il marito e due delle sue figlie, e mantenne una posizione centrale nei circoli sociali di New Orleans.

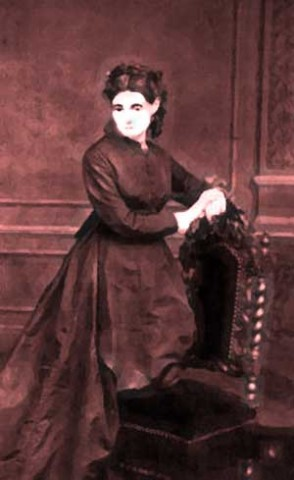
Ritratto alla sanguigna di Madame LaLaurie

## Violenze contro gli schiavi
Le informazioni sul trattamento che Delphine riservava ai suoi schiavi tra il 1832 e il 1834 variano. Ciò che è certo è che le violenze si consumarono interamente all'interno delle mura della villa, appena la donna si trasferì lì con la famiglia.
La filosofa britannica Harriet Martineau, basandosi sulle storie raccontatele dai residenti di New Orleans durante la sua visita del 1836, nel 1838 scrisse affermò che le persone ridotte in schiavitù da LaLaurie erano estremamente "smunte e infelici". Aggiunse inoltre che, nelle apparizioni pubbliche, LaLaurie si faceva vedere generalmente "educata" con tutti e attenta al benessere dei suoi schiavi.
I registri funebri di New Orleans tra il 1830 e il 1834 documentano la morte di 12 schiavi avvenuta tra le mura della villa di Royal Street, sebbene le cause di tali decessi non siano menzionate: tra gli schiavi defunti figurano una donna di nome Bonne, la cuoca e lavandaia della signora Delphine, e i suoi quattro figli, dalla più grande di 13 anni alla più piccola di appena 4.
Harriet Martineau raccontò anche altri racconti dei residenti di New Orleans che testimoniavano la crudeltà di LaLaurie: in una di queste storie, ad esempio, un vicino di LaLaurie vide una bambina nera di otto anni, ridotta in schiavitù, precipitare dal tetto della villa e morire mentre stava tentando di fuggire alla padrona, armata di frusta e "con in faccia un volto spaventosamente minaccioso". Il corpo della bambina fu successivamente sepolto nel giardino della villa.
Un'altra scrittrice, Jeanne DeLavigne nel 1945 scrisse che la bambina si chiamava Lia (o Leah), e che mentre stava spazzolando i capelli di Delphine incontrò un nodo facendo involontariamente male alla padrona, che si arrabbiò al punto che afferrò una frusta e iniziò a rincorrerla fino al tetto.

Allo stesso modo, Martineau raccontò storie secondo cui LaLaurie faceva morire di fame i suoi schiavi e teneva la sua cuoca incatenata alla stufa della cucina, per poi picchiare le sue figlie di fronte a lei, ignorando le suppliche della donna di fermarsi. Oltre all'affamare i suoi schiavi, probabilmente Delphine era anche solita utilizzare gli strumenti chirurgici del marito medico su di loro, spesso sventrandoli e facendoli dissanguare e provare dolori atroci.

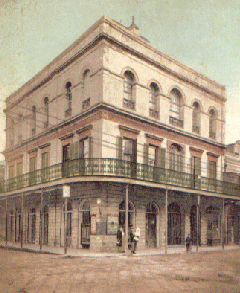
La dimora LaLaurie, da una cartolina del 1906

## Incendio del 1834
Il 10 aprile 1834 nell'edificio dove LaLaurie viveva scoppiò un incendio. I soccorritori intervenuti trovarono nella cucina una donna di 70 anni incatenata alla stufa, che successivamente confessò di aver appiccato il fuoco lei stessa per tentare il suicidio pur di sfuggire all'essere punita venendo portata nell'attico, perché negli anni aveva visto che nessuno degli schiavi che vi era stato mandato era più tornato. Qui, secondo i resoconti, la polizia trovò una "camera delle torture", con schiavi imprigionati da mesi orribilmente mutilati.
Quando la notizia si diffuse una folla attaccò la residenza LaLaurie e, secondo i resoconti, demolì e distrusse tutto quello su cui poteva mettere le mani.
In seguito all'incendio vennero scoperti numerosi cadaveri di schiavi rinchiusi nella soffitta, con evidenti e orrendi segni di torture.
Madame Lalaurie, suo marito e altri membri della famiglia fuggirono da New Orleans dopo l'incendio del 1834, viaggiando da Mobile a New York e poi in Francia. Inizialmente si rifugiarono nella casa di famiglia di Lalaurie a Villeneuve-sur-Lot, ma nel 1835 si erano stabiliti a Parigi. Nel giro di pochi anni Louis Lalaurie, inorridito dalle violenze compiute dalla donna, ripartì per L'Avana e lasciò per sempre la moglie e il figlio.
Delphine visse il resto della sua vita a Parigi. Morì il 7 dicembre 1849 e fu sepolta nel Cimetière de Montmartre. Il suo corpo fu riesumato nel 1851 per essere nuovamente seppellito nel cimitero di  St. Louis n. 1 a New Orleans.

## Riferimenti nella cultura di massa
Nel 2013 Kathy Bates ha interpretato il ruolo di Delphine LaLaurie nella serie televisiva American Horror Story: Coven. Il personaggio di Delphine, sempre interpretato dalla Bates, compare anche nell'ultimo episodio dell'ottava stagione della serie, American Horror Story: Apocalypse.